# Saroja
Saroja är en bergstopp i Liechtenstein, på gränsen till Österrike. Den ligger i den centrala delen av landet, 7 km nordost om huvudstaden Vaduz. Toppen på Saroja är 1 659 meter över havet.